# فرودگاه تونگاروا
فرودگاه تونگاروا (به انگلیسی: Tongareva Airport) یک فرودگاه همگانی با کد یاتا PYE است. این فرودگاه در شهر پنرین کشور جزایر کوک قرار دارد.

## شرکت‌های هواپیمایی و مقصدهای پروازی
| شرکت‌های هواپیمایی | مقصدهای پروازی                      |
| ----------------- | ----------------------------------- |
| ایر راروتونگا     | آیتوتاکی، جزیره مانیهیکی، راروتونگا |

The ایر راروتونگا connection to Rarotonga is operated weekly.